# .gh
.gh là tên miền Internet cấp cao nhất dành cho quốc gia (ccTLD) của Ghana.

## Các tên miền cấp 2
- com.gh cho công ty
- edu.gh cho trường học
- gov.gh cho chính quyền
- org.gh cho tổ chức
- mil.gh cho quân đội